# Vera Đurašković
Vera Čerečina, coniugata Đurašković (in serbo Вера Черечина-Ђурашковић?; 29 agosto 1949), è un'ex cestista jugoslava.

## Carriera
Con la Jugoslavia ha disputato i Giochi olimpici di Mosca 1980 e due edizioni dei Campionati europei (1974, 1976).